# Frazer Hines

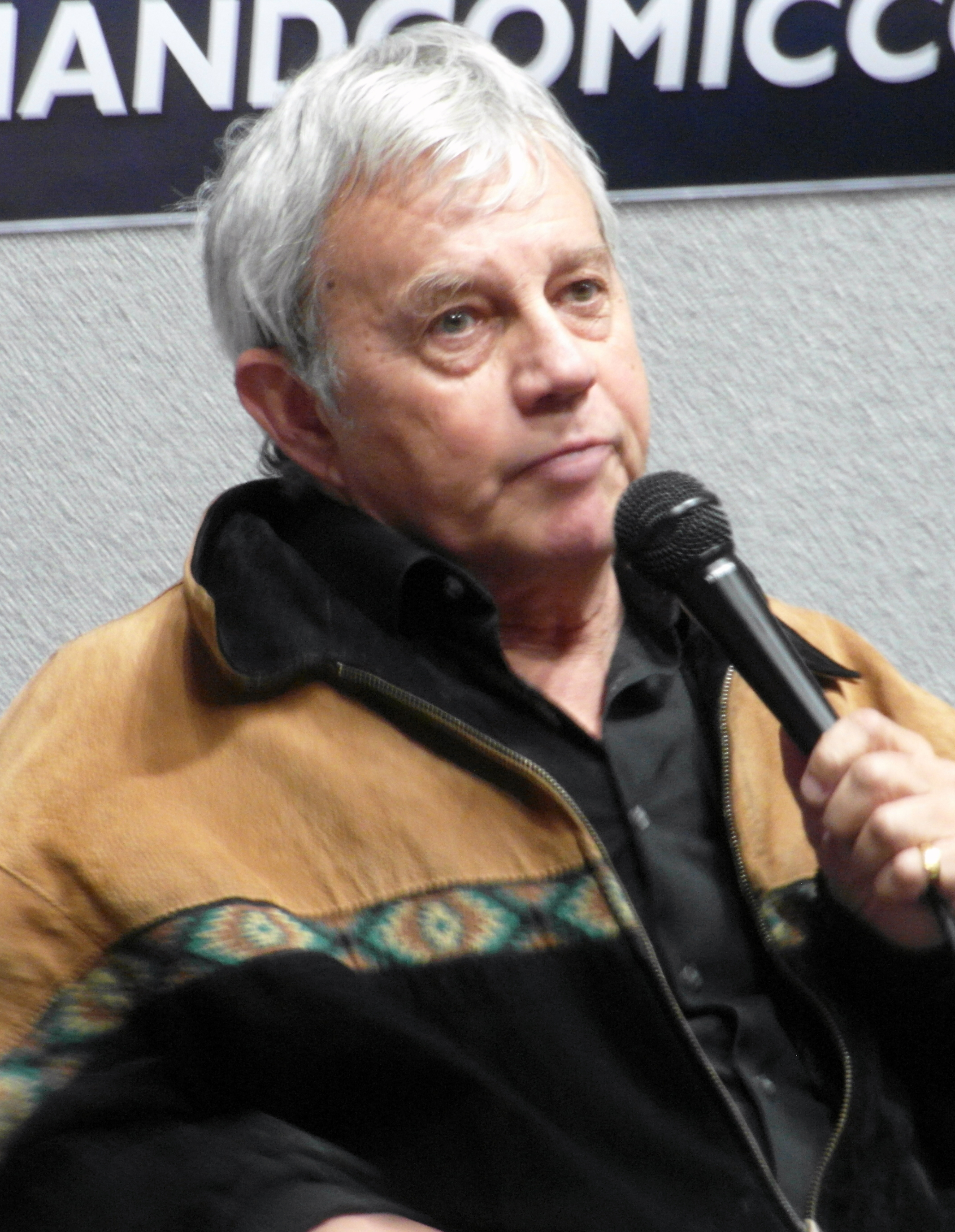
Frazer Hines (2014)

Frazer Hines (* 22. September 1944 in Horsforth, West Riding of Yorkshire Vereinigtes Königreich) ist ein britischer Schauspieler.

## Leben und Karriere
Bereits im Alter von zehn Jahren fing Hines mit dem Schauspielen an. Im Jahr 1964 war er gemeinsam mit Patrick Troughton in der Fernsehserie Smugglers Bay zu sehen. Während Patrick Troughton nur eine kleinere Rolle spielte, war Hines in einer Hauptrolle zu sehen.
Von 1966 bis 1969 spielte Hines Jamie McCrimmon, einen Begleiter des zweiten Doktors, in der britischen Fernsehserie Doctor Who. Im Special Die fünf Doktoren (1983), sowie in der Episode The Two Doctors (1985) stellte er Jamie McCrimmon erneut dar. Mit insgesamt 117 Episoden ist Jamie McCrimmon, bis heute, der Begleiter der am längsten in Doctor Who zu sehen war. Von 1972 bis 1994 spielte Hines Joe Sugden in 627 Episoden der Fernsehserie Emmerdale Farm.
2015 war Hines als Sir Fletcher Gordon in einer Folge der Fernsehserie Outlander zu sehen. Die Autorin Diana Gabaldon sagte, dass sie eine Doctor Who Episode, mit Hines als Schotten Jamie McCrimmon, zum Schreiben der Buchreihe inspiriert habe. Sie benannte die Hauptfigur Jamie Fraser nach Jamie McCrimmon.
Außerdem ist Hines als Theaterschauspieler tätig. So spielte er beispielsweise viele Stücke am Theatre Royal in Grantham. 2015 trat er in dem Theaterstück And Then There Were None am Grand Theatre in Leeds auf.

## Privatleben
Hines war mit der irischen Schauspielerin Gemma Craven liiert. Das Paar trennte sich und Hines fing eine Beziehung mit der Ski-Weltmeisterin Liz Hobbs an. 1999 erfuhr Frazer Hines, dass er unter Darmkrebs litt. Die Ärzte gaben ihm eine Heilungschance von nur 25 Prozent. Um nicht bemitleidet zu werden, hielt Hines diese Diagnose zunächst vor der Öffentlichkeit geheim. Da er erwartete an Krebs sterben zu müssen entschloss er sich keine Kinder zu bekommen, eine Entscheidung, die er später zutiefst bereute. Auch seine Beziehung mit Liz Hobbs endete schließlich im Jahr 2003. Im Jahr 2010 bekam Hines die Nachricht, dass er den Krebs besiegt hatte. Zurzeit lebt Hines in Nottingham.

## Filmografie (Auswahl)
- 1955: London Playhouse (Fernsehserie, 1 Folge)
- 1956: Gefahr für den Guy
- 1956: XX unbekannt
- 1957: Huntingtower (Fernsehserie, 6 Folgen)
- 1957–1958: The Silver Sword (Fernsehserie, 6 Folgen)
- 1958: Run to Earth (Fernsehserie, 5 Folgen)
- 1958: The Salvage Gang
- 1958: Queen’s Champion (Fernsehserie, 8 Folgen)
- 1959: Zeuge im Dunkeln (Witness in the Dark)
- 1960: The Young Jacobites
- 1960–1967: ITV Play of the Week (Fernsehserie, 7 Folgen)
- 1963: Smugglers' Cove (Fernsehserie, 6 Folgen)
- 1963–1964: Emergency-Ward 10 (Fernsehserie, 13 Folgen)
- 1964: Smuggler's Bay (Fernsehserie, 6 Folgen)
- 1964: Go Kart Go
- 1965: Coronation Street (Fernsehserie, 3 Folgen)
- 1966: King of the River (Fernsehserie, 4 Folgen)
- 1966–1985: Doctor Who (Fernsehserie, 116 Folgen)
- 1971: Das vergessene Tal (The Last Valley)
- 1971: Zeppelin – Das fliegende Schiff
- 1972–1994: Emmerdale Farm (Fernsehserie, 624 Folgen)
- 2015: Outlander (Fernsehserie, 1 Folge)